# Selca kod Bogomolja
Selca kod Bogomolja su naselje na otoku Hvaru, u sastavu općine Sućuraj.

## Zemljopisni položaj
Nalaze se na istočnom kraju otoka, desetak kilometara od Sućurja.

## Stanovništvo
| broj stanovnika |       |       | 51    | 75    | 74    | 138   | 137   | 120   | 92    | 94    | 72    | 53    | 47    | 9     | 7     | 6     | 12    |
|                 | 1857. | 1869. | 1880. | 1890. | 1900. | 1910. | 1921. | 1931. | 1948. | 1953. | 1961. | 1971. | 1981. | 1991. | 2001. | 2011. | 2021. |

Iskazuje se kao dio naselja od 1921. Podatci i objašnjenja za ranije popise odnose se na pripadajuće dijelove naselja. U popisu 1921., 1931., 1953. i 1961. nazvano je Selca. U 1971. nazvano je Selca kod Bogomolja. U 1857. i 1869. podatci su sadržani u naselju Bogomolje, kao i dio podataka u 1880. i 1900.